# Die Prinzessin auf der Erbse (1977)
Die Prinzessin auf der Erbse (auch: Prinzessin gesucht; Originaltitel: russisch Принцесса на горошине, Prinzessa na goroschine) ist ein sowjetischer Märchenfilm nach dem Märchen Die Prinzessin auf der Erbse von Hans Christian Andersen. Weitere Andersenmärchen, die inhaltlich verarbeitet werden, sind Der Schweinehirt, Der Reisekamerad und Das Unglaublichste.

## Musik
Untermalt wird die Märchenhandlung durch Antonio Vivaldis Die vier Jahreszeiten. Die darin enthaltene vierfältige Stimmung entspricht den vier Begegnungen des Prinzen mit den vier Prinzessinnen. Die Schweinhirtprinzessin wird darüber hinaus wie bei Andersen von den mechanischen Spieluhrklängen verführt, die die Melodie von Oh, du lieber Augustin wiedergeben. Die L’art pour l’art – Prinzessin umgibt musikalischer Lärm in der Vielfalt und Gleichzeitigkeit der dortigen musikalischen Ansätze. Leitend bleibt die Musik Vivaldis.

## Handlung

### Die königliche Familie und ein Mädchen
Regen strömt. Das Gemäuer einer königlichen, schlichten Burg kommt in den Blick. Hier ist ein Schild zu sehen: Prinzessin gesucht. Im Burginneren sitzt das königliche Paar am Feuer und neckt sich. Der Sohn, der schöne Prinz, ist erwachsen. Aber wo soll in der Einöde die passende Prinzessin herkommen. Da pocht es ans Tor. Als der König öffnet steht ein vor Regen triefendes Mädchen davor. Wer sie ist, beantwortet sich schlicht: Sie ist eine Prinzessin. Den schönen Prinzen staunt sie an und scherzt mit ihm: So habe sie sich ihn immer vorgestellt. Vater und Sohn müssen lachen. Die Königin bringt das reizende Mädchen zu Bett. Der König hält es für Phantasterei eines kleinen Mädchens, dass hier eine Prinzessin sein soll.

### Aufbruch
Am kommenden Morgen weckt der König seinen Sohn früh. Es ist Zeit. Der Prinz soll in die Welt reiten und eine echte Prinzessin erobern. Mit dem einzigen Pferd schickt der König den Prinzen auf den Weg. Die Mutter ist entsetzt, aber das Geschehene ist nicht wieder gutzumachen. Der Prinz ist fort. Alle weinen, auch das Mädchen, das gerade erwacht ist und die Eltern tröstet.

### Die Rose und die Nachtigall
Der Prinz reitet und kommt in ein anderes Königreich. Anmutig residiert hier ein König in einem rosafarbenen Wasserschloss. Als der Prinz auf den Schultern eines Schweinehirten über die Schlossmauer lugt bietet sich ihm ein prächtiger Anblick. Goldbetresst pflegt der König die Rocaillen seines Gartens. Und dann erscheint trippelnd in rosa Rüschen die Prinzessin mit ihren Hoffräulein. Es ist eine echte Prinzessin. Der Schweinehirt murrt – man sei nicht sehr stolz im Land auf dieses Mädchen. Doch der Prinz ist begeistert. Er bittet als Freier um eine Audienz und bringt Geschenke: Doch die zauberhafte Rose aus dem Garten seines Vaters und die singende Nachtigall werden am Hof verachtet: Es sind Herrlichkeiten der Natur. Und das Natürliche wird an diesem Hof als Schweinerei verspottet.

### Der Schweinehirt
Traurig geht der Prinz seiner Wege, am Feldrain begegnet ihm der Schweinehirt. Und für einen Spaß tauscht er mit diesem die Kleider und wird neuer Schweinehirt bei Hofe. Verschmutzt und unerkannt unterhält sich der Prinz als Schweinehirt mit einem glockenspielenden Töpfchen. Die Prinzessin kommt dazu, keine ihrer Hoffräulein hat eine Idee, die gähnende Langeweile zu vertreiben. Da hört die Prinzessin das Glockenspiel. Die Begier erwacht: Unbedingt muss sie das Töpfchen haben. Es ist etwas Neues. Und nicht nur die Musik ist lieblich, das Töpfchen gibt auch Auskunft über Küchengerichte. Doch der Schweinehirt gibt das Töpfchen nicht her und verkauft es nur für zehn Küsse der Prinzessin. Erst ziert sich das Mädchen, doch sie will unbedingt den Topf besitzen und schließlich lässt sie sich von dem schmutzigen Schweinehirten zehnmal küssen. Am nächsten Tag ist dem Mädchen erneut langweilig. Doch der Schweinehirt hat schon wieder ein neues klingendes Spielzeug zu der Melodie Oh, du lieber Augustin. Und begehrlich fragt das Mädchen nach dem Preis. Der Hirt will hundert Prinzessinnen-Küsse. Als ihn Prinzessin schließlich küsst, erwischt sie der königliche Vater beim hundertsten Kuss. Empört verweist der König seine Tochter des Schlosses und gibt sie dem Schweinehirten zur Frau. Das rosa Rüschenfräulein will nunmehr gerne des Prinzen Frau werden, doch er verweist sie an den echten Schweinehirt, der das verwöhnte Mädchen aber auch nicht haben will.

### Turandot
Nach weitem Weg durch Berge und Wälder gelangt der Prinz in ein anderes Königreich. In der mittelalterlich ummauerten Stadt ragt hochgotisch emporstrebend die von schwarzem Tuch umflatterte königliche Burg. Warnende Rufe der Bürger suchen den Prinzen aufzuhalten. Man flüstert, die Prinzessin sei eine Hexe und der Prinz reite in sein Verderben. Im Palast begegnet ihm ein quirliger, kleiner König, der mit viel Witz versucht einem Gespräch über seine Tochter aus dem Wege zu gehen. Als der Prinz schließlich doch um die Hand der Königstochter anhält, wird der Vater tief bekümmert: Die Prinzessin hat an das Werben um ihre Hand die Bedingung gestellt, dass jeder Freier drei Dinge erraten muss, an die sie denkt. Gelingt ihm dies nicht bezahlt er mit seinem Leben. Als der Prinz die dohlenumschwirrten Opfer dieses Spiels im Burghof sieht, will er zur Freude des Königs auf weiteres Werben verzichten. Doch dann reitet die schwarze Schönheit durch die Stadt. Und er ist bezaubert. Am nächsten Morgen wird sich der Prinz der tödlichen Gefahr des Rätsels stellen.

### Troll
In schlafloser Nacht beobachtet der Prinz die davonreitende Turandot und folgt ihr heimlich durch weite dunkle Gänge. Das Ziel der Schönen ist ein Fest der Waldgeister. Nymphen und Dryaden tanzen hier ihren Reigen. Der Herrscher hier ist ein Troll, der sein entstelltes Gesicht unter einem Tuch verbirgt. Ihn liebt die schwarze Prinzessin. Sie drehen sich im Tanz und überlegen, durch welche Fragen dem neuen Freier beizukommen ist. Während der Prinz sich bei einem Erlenmädchen versteckt, kann er die Antworten erlauschen: Die schwarze Prinzessin wird an ihren Schuh und an ihren Handschuh denken. Am nächsten Morgen beantwortet der Prinz so zur Freude der Hofgesellschaft die ersten beiden Fragen der Schönen. Doch die Prinzessin kündigt entsetzt und aufgebracht die entscheidende dritte Frage für den kommenden Tag an.

### Erlösung
Voll Hoffnung, die Prinzessin von ihrer Trollverblendung zu erlösen, folgt der Prinz in der Nacht wiederum der Schönen und belauscht den Troll und seine Liebste. Diesmal soll die Prinzessin an den Troll-Kopf denken. Als das Mädchen fort ist, stellt der Prinz den Troll zum Kampf. Der vorgewiesene Kopf soll morgen die Frage beantworten. Doch dann kommt alles ganz anders. Der Prinz muss erkennen, die Prinzessin und Trollprinz sind glücklich und sie können keinen anderen lieben. Lebensmüde und traurig berichtet der Troll aber von einem gestaltzerstörenden Fluch, der auf ihm liegt, und der nur durch das öffentliche Bekenntnis der Prinzessin zu dem Entstellten aufgehoben werden kann. Hiervon darf das Mädchen jedoch nichts wissen, weil sonst der Zauber nicht wirkt. Am nächsten Morgen erscheint der Prinz mit einem Sack zur Fragezeremonie. Bei der dritten Frage schwenkt er bedeutungsvoll den Sack. Die Prinzessin verliert – im Glauben der Troll sei tot – die Besinnung. Doch dann erscheint der lebendige Troll und der Prinz löst das dritte Rätsel: Das ist der Troll-Kopf, an den ihr gedacht habt, und nun gesteht, daß ihr ihn liebt. Für den königlichen Vater ist diese Wahrheit lebensgefährlich, doch schließlich spricht die Schöne die Wahrheit. Und entzaubert steht ein Prinz vor ihr. Auch der König erholt sich von dem Schreck. Turandot und ihr Liebster feiern Hochzeit. Die getöteten Freier erwachen zu neuem Leben. Alle sind beglückt, aber der traurige schöne Prinz muss enttäuscht weiterwandern.

### Die Preziöse
Müde gelangt der Prinz in eine ferne Gegend. In der Waldeinsamkeit trifft er einen Maler. Auf dessen Staffelei ist das Bildnis einer bezaubernden Prinzessin zu sehen. Nach einigen Missverständnissen stellt sich heraus, dass dieses Porträt nach dem Leben gemalt ist, und es die Prinzessin dieses Landes darstellt. Diese Prinzessin ist Muse und Mäzenin der Künste und sie will am morgigen Tag denjenigen zum Gatten wählen, der das Unglaublichste in der Kunst vollbringt. Der Prinz begegnet der Schönen in ihrem Schlossgarten. Im Hintergrund zeigt sich ein prachtvolles klassizistisches Schloss. Die rothaarige Zarte gewährt dem Prinzen sein Werben gern, aber sie wünscht von ihm das Unwahrscheinliche, das Erstaunlichste zu sehen, welches einzig ihr Herz rühren könne. In der Liste der Freier und ihrer künstlerischen Darbietungen wird der Prinz auf Platz sechs positioniert.

### Das Unglaublichste
Am nächsten Tag ist der sonnige skulpturenreiche Schlossgarten von tausenderlei Klängen erfüllt. Aber da jeder Musiker für sich spielt, klingt das Ganze recht dissonant. Lauten liegen im Gras, Tänzer hüpfen vorbei, andere Rezitieren – es ist ein Karneval der Künste. Der Poet darf als Erster vortragen. Doch der muss sich erst einmal den Schlaf aus den Augen reiben. Die Prinzessin ist von seinem kurzen Gedicht sehr eingenommen. Dann folgt der Pantomime. Seine ausdrucksstarke Darbietung der Herzenssehnsucht wird so lebensecht, dass der Ärmste einem wahren Herzanfall erliegt und stirbt. Für die zartbesaitete Prinzessin ist dies aber wohl zu viel an Tiefe. Dann darf der Maler sein großartiges Kunstwerk präsentieren. Man ist begeistert. Allerdings wird deutlich, die Liebe des Malers gilt der Kunst und nicht der Prinzessin. Beim darauffolgenden Balletttänzer geht die Prinzessin richtig mit – sie tanzen gemeinsam, bis der wachsame alte Berater das Vögelchen wieder einfängt. In tanzender Leidenschaft alleingelassen bohrt sich der Tänzer besessen in die Tiefe durch die Erde. Jetzt ist der Prinz an der Reihe. Er zeigt ein Kunststück und mit einer Kusshand. Der Prinzessin zaubert er die schönste Rose der Welt in eine Glasschale. Alles ist begeistert und da die Prinzessin ermüdet ist, beschließt man einstimmig, auf die weiteren hundertfünfzig Darbietungen zu verzichten und den Prinzen als Sieger anzuerkennen. Doch dann dröhnt durch den artifiziellen Garten machtvolles Hohngelächter. Ein starker rüpelhafter Mann entsteigt einer weißen Kutsche, zerschlägt Glas und Rose und behauptet mit seiner Tat der Zerstörung des Schönsten das Unglaublichste übertroffen zu haben. Das dümmliche Prinzesschen fügt sich und legt das zarte Händchen in die Eisenhand. Lachend entführt der Brutale die Preziöse.

### Die Prinzessin auf der Erbse
Zur Freude aller Eltern kehrt der Prinz nach Hause, wenn auch ohne Prinzessin. Dafür verliebt er sich sogleich in die Schönheit, die einst durchnässt im Schloss aufgenommen wurde. Der König zweifelt immer noch, ob sie eine Prinzessin ist. Die Königin rät, eine Erbse in ihrem Bett zu verstecken. Als richtige Prinzessin müsste sie die winzige Unebenheit bemerken und darauf nicht schlafen können. Auf das Bett des Mädchens werden nun tatsächlich Berge von Matratzen und Eiderdaunendecken geschichtet. Zuunterst liegt die Erbse. Alles geschieht wunschgemäß. Das Mädchen kann nicht auf der Erbse schlafen und der Prinz ist nun überglücklich, da er seine Liebe gefunden hat. Die mystische Erbse gelangt auf einer Kristallschale in eine Kunstkammer. Und so zeigt diese Märchenerbse zuletzt noch diesem Prinzen, welche Prinzessin von allen die Richtige ist.

## Stoff
Andersens Märchen von der Prinzessin auf der Erbse bildet in diesem Film die Grundlage der Handlung. Kleine Variationen zu dem Erbsen-Märchen zeigt der Verlauf: Der Film beginnt mit der Ankunft der regennassen Schönen, während bei Andersen dieses Mädchen erst auftaucht, nachdem der Prinz erschöpft von der Suche nach der „richtigen Prinzessin“ heimkehrt. Diese traurige Suche des Erbsenmärchen-Prinzen wird bei Andersen nicht weiter konkretisiert, der Film allerdings schachtelt hier in das Erbsenmärchen drei Begegnungen des Prinzen mit drei weiteren Andersenmärchen ein: Die drei „nicht ganz richtigen Prinzessinnen“ entstammen den Märchen Der Schweinehirt, Der Reisekamerad und Das Unglaublichste.

## Märchen in Märchen
Die Filmepisode der ersten Reisebegegnung entspricht genau dem Andersenschen Schweinehirtmärchen. Die rosa Prinzessin verachtet die natürliche Schönheit von Rose und Nachtigall. „Bol“ und „Golgol“, also Rose und Nachtigall, sind in der persischen Mystik Metapher der vollendeten Liebe. Sie erschließen in Andersens Schweinehirtmärchen natürliche und künstliche Schönheit und werden im Bild der Nachtigall auch in Andersens Märchen Die Nachtigall weitergestaltet. Oscar Wildes Märchen Die Nachtigall und die Rose formt dieses Bild erneut, ganz im traurigen Liebessinn des Filmabschnitts.
Die zweite Reisebegegnung des Prinzen ist die schwarze Turandotprinzessin aus Andersens Märchen Der Reisekamerad Allerdings kann im Film anders als im Märchen der Prinz selbst die Schöne mit ihrem Troll belauschen. Und im Unterschied zu Andersens Der Reisekamerad geht es hier nicht darum, die Prinzessin vom Troll zu befreien, sondern das Filmmärchen entwickelt sich am Ende zu einem Erlösungsmärchen, vergleichbar Jeanne-Marie Leprince de Beaumonts Märchen Die Schöne und das Biest: Die Prinzessin kann hier durch öffentliches Bekennen ihrer Liebe den Troll befreien. Der dohlenumschwirrte Burghof der Turandotprinzessin ist als Filmbild erstarrter Macht Andersens Märchen Der Gärtner und die Herrschaft entnommen.
Die dritte Filmepisode zeigt die enttäuschende Prinzessin aus dem Andersen-Märchen Das Unglaublichste. Allerdings wird hier nicht – wie im Märchen – ein weltenabbildendes Uhrwerk als siegreiches Kunstwerk gefeiert, sondern Die schönste Rose der Welt. Im Wettbewerb der Künste erscheinen Gestalten aus verschiedenen Andersenmärchen: Der sterbende Pantomime erscheint ähnlich wie der verliebte Bildhauer aus dem Märchen Die Psyche. Der Maler zeigt im Bild der Prinzessin eine Darstellungsweise, die an das Rosenbild aus dem Andersens Märchen Die Nachbarfamilien erinnert. Der Tänzer verfällt in den traumatisierten Tanzrausch, der in dem Märchen Die roten Schuhe erlebt wird. Die traurige Entführung der Preziösen zeigt das Schlussbild aus Andersens Märchen Unter dem Weidenbaum, wo der Liebende seine Angebetete mit einem Hanswurst in eine Kutsche steigen sieht.

## Bilder

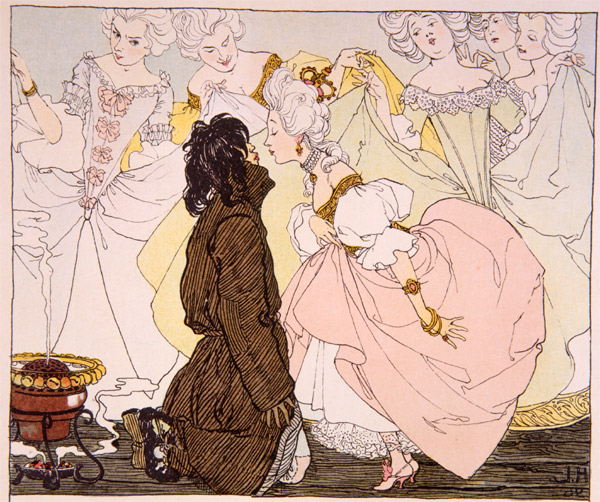
Omnipräsenz der Farbe Rosa in Heinrich Leflers Illustration zu Die Prinzessin und der Schweinehirt, 1897

Das matratzenüberschichtete Bett der Prinzessin auf der Erbse ist im Film inspiriert von Edmund Dulacs berühmter Märchenillustration zu Andersens gleichnamigem Märchen. Die optischen Nähen von der Schweinehirtprinzessin und den Schweinen werden im Film nicht nur durch die Kameraführung nahegelegt, sondern werden auch durch das rosa Rüschenkostüm der Prinzessin und ihrer Hoffräulein offensichtlich. Diese rosafarbene Omnipräsenz zeigen auch die Märchenbilder von Heinrich Lefler zu Andersen Der Schweinehirt. Die vier Welten der vier verschiedenen Märchenprinzessinnen des Films unterscheiden sich auch architektonisch durch den romanischen Bau der elterlichen Burg des Prinzen, dem Rokokoschloss der Schweinehirtprinzessin, dem gotischen Schloss der Turandot und dem klassizistischen Prachtbau der Preziösen.

## Drehorte
Es wurde an verschiedenen Schlössen in Tschechien gedreht:
- Heimatliches Schloss: Schloss Blatná[9]
- Schloss der ersten Prinzessin: Schloss Červená Lhota[9]
- Schloss der zweiten Prinzessin: Burg Pernštejn[9]
- Schloss der dritten Prinzessin: Schloss Lednice[9]

## Veröffentlichungen
Der Film hatte in den Kinos der Sowjetunion im Mai 1977 Premiere. Am 27. Oktober 1978 wurde der Film erstmals in Finnland gezeigt. Die deutsche Erstaufführung strahlte das DDR-Fernsehen am 14. August 1977 auf DFF2 aus, am 10. Februar 1978 war die deutsch synchronisierte Fassung im dortigen Kino zu sehen und in der Bundesrepublik Deutschland folgte die Erstsendung im ZDF-Fernsehen am 19. September 1989. Seit 1994 gibt es ein deutsch synchronisiertes Video.

## Synchronisation
Die deutsche Synchronbearbeitung entstand in den Ateliers der DEFA Filmstudios, Babelsberg. In der deutschen Fassung stammen die Dialoge von Gerda Malig, die Regie hatte Günter Wolf, Schnitt Brigitte Hein und Ton Heinz Baldin.
| Rolle                           | Darsteller               | Synchronsprecher   |
| ------------------------------- | ------------------------ | ------------------ |
| Die Prinzessin auf der Erbse    | Irina Malyschewa         | Evelyn Opoczynski  |
| Prinz                           | Andrei Podoschjan        | Frank Schenk       |
| Königin                         | Alissa Freindlich        | Sonja Stokowy      |
| König                           | Innokenti Smoktunowski   | Manfred Heine      |
| Schweinhirtprinzessin           | Irina Jurewitsch         | Dorothea Meissner  |
| Schweinhirt                     | Wassili Kuprijanow       | Eberhard Prüter    |
| Vater der Schweinhirtprinzessin | Juri Tschekulajew        | Günter Puppe       |
| Turandotprinzessin              | Marina Libakowa-Liwanowa | Monica Bielenstein |
| Troll-Prinz                     | Igor Kwascha             | Jürgen Kluckert    |
| Vater der Turandotprinzessin    | Alexander Kaljagin       | Fred Alexander     |
| Empfindsame Prinzessin          | Swetlana Orlowa          | Hellena Büttner    |
| Der Mann mit der eisernen Hand  | Jewgeni Steblow          | ?                  |

## Kritiken
„Nach Motiven aus verschiedenen Märchen von Hans-Christian Andersen Ein fürchterliches Unwetter beherrscht die Nacht, als ein junges Mädchen an die Tür einer Burg klopft, um Obdach zu erbitten. Die königliche Familie gewährt dem Mädchen, das behauptet eine Prinzessin zu sein, zwar unverzüglich Einlass, glaubt ihr aber die Herkunft nicht. Nun benötigt das Königreich jedoch zwingend eine Prinzessin. Und so wird der Königssohn in die Welt geschickt, um endlich eine Frau seines Herzens zu finden. Dem Prinzen begegnen auf seiner Reise auch drei unterschiedliche Prinzessinnen: Doch die Richtige ist nicht dabei! Unglücklich, verzweifelt und vor allem ohne Prinzessin kehrt der Prinz schließlich heim. Dort erblickt er plötzlich das junge Mädchen, das sich noch immer im Schloss aufhält, und erkennt auf einmal dessen unvergleichliche Schönheit. Nun wird mit einer Erbse unter 20 Decken geprüft, ob das Mädchen wirklich eine Prinzessin ist.“

„Ein Königspaar sucht per Anzeige am Schlosstor eine Prinzessin. Als bei einem Unwetter ein Mädchen Einlass begehrt und sagt, es sei eine Prinzessin, glaubt man ihm nicht. So zieht der Sohn auf Brautschau durch die Lande, doch die Prinzessinnen sind entweder hochmütig oder dumm oder lieben einen anderen. Am Ende werden der Prinz und das Mädchen ein glückliches Paar. Motive aus verschiedenen Andersen-Märchen werden zu einem unterhaltsamen, zuweilen komischen, zuweilen ernst-düsteren Märchenfilm verbunden. Intelligente Unterhaltung mit Witz und einigen sozialkritischen Spitzen. (Fernsehtitel: ‚Prinzessin gesucht!‘)“

## Sonstiges
Die Prinzessin auf der Erbse wird von Irina Malyschewa verkörpert, die auch aus dem sowjetischen Märchenfilm Der Reiter auf dem goldenen Pferd bekannt ist.